# Saizewo (Kaliningrad, Gurjewsk)
Saizewo (russisch Зайцево, deutsch Trentitten) ist ein Ort in der russischen Oblast Kaliningrad. Er gehört zur kommunalen Selbstverwaltungseinheit Stadtkreis Gurjewsk im Rajon Gurjewsk.

## Geographische Lage
Saizewo liegt 17 Kilometer nördlich der Stadt Kaliningrad (Königsberg) und ist über die Regionalstraße 27A-001 (ex A191) im Abzweig Morschanskoje (Schreitlacken) zu erreichen. Die nächste Bahnstation ist Kaschtanowka (Mollehnen) an der Bahnstrecke Kaliningrad–Selenogradsk–Pionerski (Königsberg–Cranz–Neukuhren).

## Geschichte
Das bis 1946 Trentitten genannte Dorf wurde bereits 1262 gegründet und bestand vor 1945 aus mehreren großen Höfen. Im Jahre 1874 wurde es in den neu geschaffenen Amtsbezirk Schugsten (heute russisch: Berjosowka) eingegliedert, der zum Landkreis Fischhausen im Regierungsbezirk Königsberg der preußischen Provinz Ostpreußen gehörte. Im Jahre 1910 lebten in Trentitten 126 Einwohner.
Am 30. September 1928 vergrößerte sich der Gemeindebereich Trentittens um das Nachbardorf Schreitlacken (russisch: Morschanskoje), das eingemeindet wurde. Wegen Auflösung des Amtsbezirks Schugsten wurde Trentitten zusammen mit der Nachbargemeinde Norgehnen (1938 bis 1946 in Schugsten umbenannt, jetzt russisch: Schatrowo) in den Amtsbezirk Fritzen (Sosnowka) umgegliedert. Auch er gehörte zum Landkreis Fischhausen, der dann 1939 im Landkreis Samland aufging. Die Einwohnerzahl Trentittens stieg bis 1933 auf 554 und betrug 1939 555.
1945 kam Trentitten mit dem nördlichen Ostpreußen zur Sowjetunion. Der Ort erhielt im Jahr 1947 die russische Bezeichnung Saizewo und wurde gleichzeitig dem Dorfsowjet Nowoselski selski Sowet im Rajon Gurjewsk zugeordnet. Später gelangte der Ort in den Chrabrowski selski Sowet. Von 2008 bis 2013 gehörte Saizewo zur Landgemeinde Chrabrowskoje selskoje posselenije und seither zum Stadtkreis Gurjewsk.

## Kirche
Die Bevölkerung Trentittens war vor 1945 fast ausnahmslos evangelischer Konfession und in das Kirchspiel Laptau (heute russisch: Muromskoje) eingepfarrt. Es gehörte zum Kirchenkreis Königsberg-Land II innerhalb der Kirchenprovinz Ostpreußen der Kirche der Altpreußischen Union. Heute liegt Saizewo im Einzugsbereich der evangelisch-lutherischen Auferstehungskirche in Kaliningrad (Königsberg), die Teil der Propstei Kaliningrad der Evangelisch-lutherischen Kirche Europäisches Russland (ELKER) ist.

## Söhne und Töchter
- Wilhelm Egger-Sell (1878–1946), deutscher Schauspieler